# Berghütte Maljowiza
Die Berghütte „Maljowiza“ (bulg. хижа „Мальовица“; abgekürzt: х. Мальовица) ist eine Berghütte im Nordwesten des Rila-Gebirges, das seinerseits im Südwesten Bulgariens liegt.
Die Berghütte liegt im Nationalpark Rila, im gleichnamigen Maljowiza-Gebiet des Rilagebirges. Unterhalb des Maljowiza-Gipfels (2729 m über NN) erstreckt sich das Maljowiza-Tal mit dem Maljowiza-Fluss und der gleichnamigen Berghütte (1960 m über NN). Am Ende des Tals befindet sich der Maljowiza-Komplex (1700 m über NN), der aus einer Bergretterschule, einem Hotel und einem kleinen Skigebiet besteht. Die Maljowiza-Region ist in Bulgarien eine beliebte Region für Bergsteigen.
Die Berghütte Maljowiza liegt auf 1960 Metern über dem Meeresspiegel. In der Nähe der Berghütte gibt es eine kleine Skipiste mit einem Schlepplift. Die Hütte bietet Übernachtungsmöglichkeiten für 125 Personen in zwei massiv gebauten Hauptgebäuden und weitere sieben kleine „Bungalows“ (die offizielle bulgarische Bezeichnung für kleine Übernachtungs-Häuschen) daneben.

## Geschichte
Gebaut wurde die Berghütte 1934 als Hochgebirgs-Schutzhütte „Maljowiza“ von der Tourismusvereinigung „Golo bardo“ in Pernik. Die Hütte bot damals 25 Schlafplätze, konnte jedoch bei Bedarf bis zu 40 Personen aufnehmen.
Das zweite Hauptgebäude wurde in den 1950er-Jahren wurde sie vom Zentralrat der Gewerkschaften (bulgarisch: Централен съвет на професионалните съюзи) errichtet.

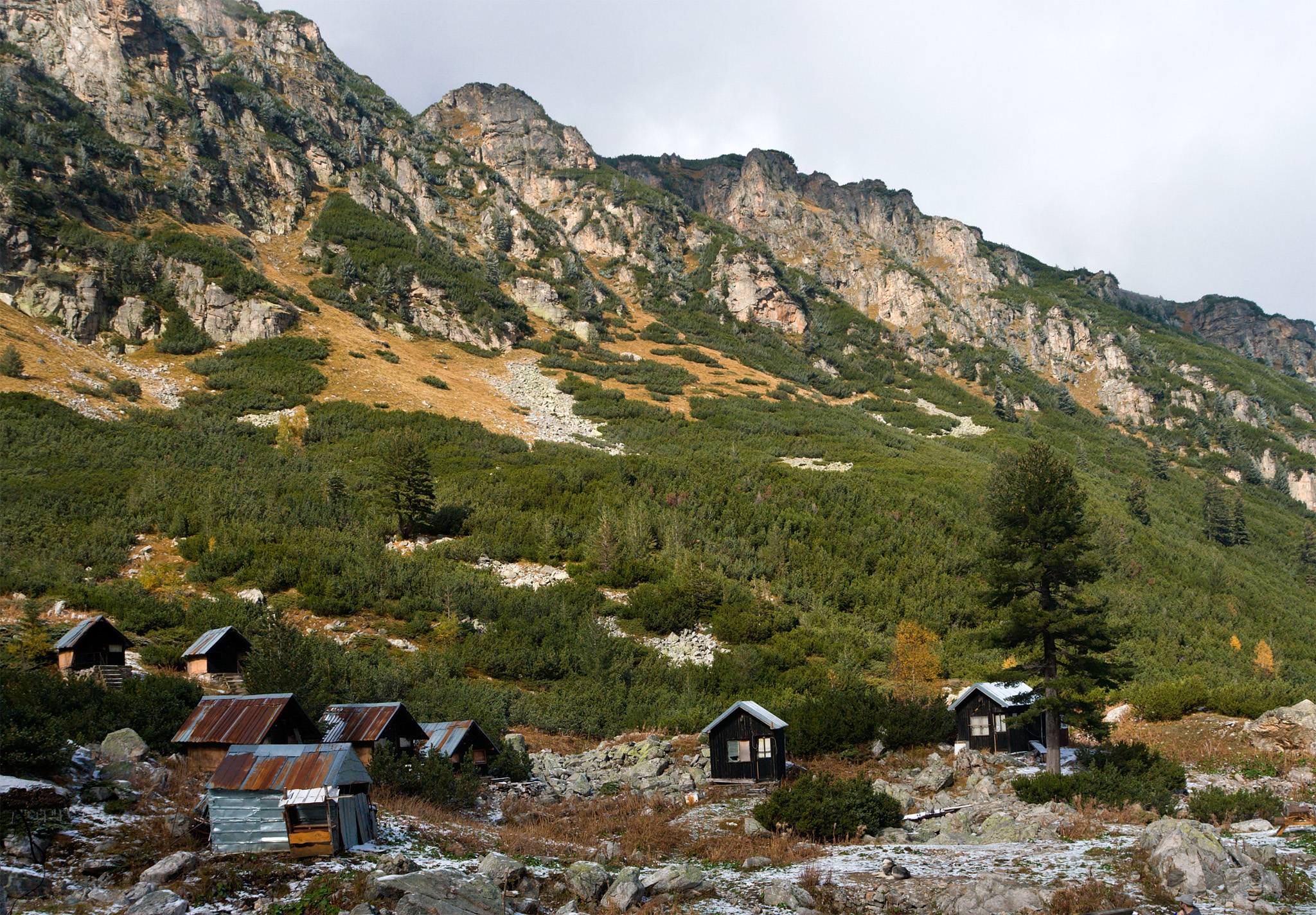
'Bungalows' (die offizielle bulgarische Bezeichnung) neben der Berghütte Maljowiza

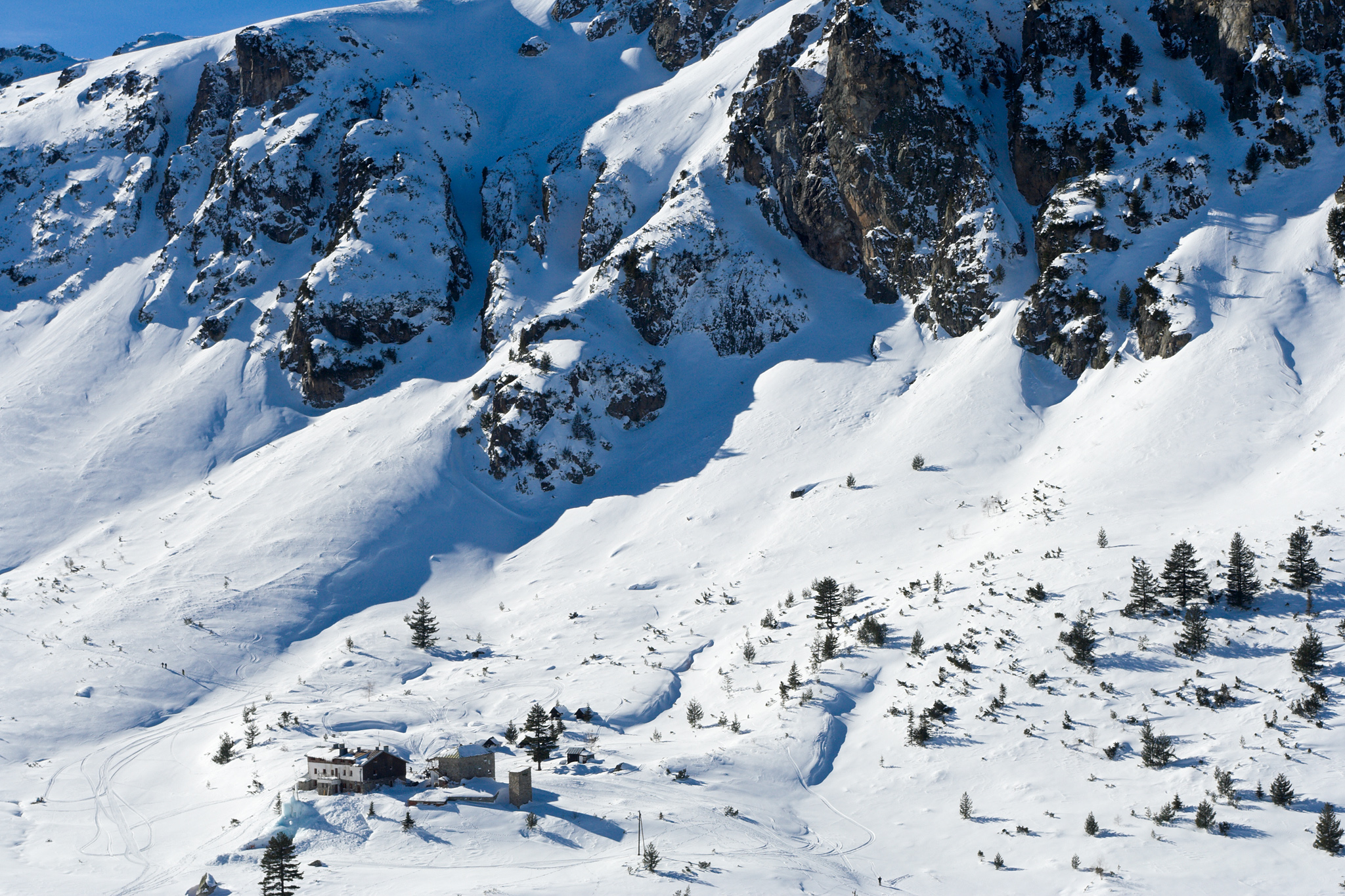
Berghütte „Maljowiza“ im Winter

## Gebäude
Heute besteht die Berghütte aus zwei Hauptgebäuden. Das alte Hauptgebäude der Berghütte ist ein massiver, zweistöckiger Bau mit zwei Schlafsälen und insgesamt 34 „touristischen Schlafplätzen“ (sogenannte Narowe [bulg. нарове] – ein schwach gepolsterte Bretterreihe – eine Art „Pritschenreihe“) in Massenschlafsälen und Außentoiletten. Das neue Hauptgebäude ist auch zweistöckig, mit 18 Zimmern, Innentoiletten und Etagenbädern. Es bietet 77 Übernachtungsplätze. Die „Bungalows“ haben jeweils zwei Betten, ohne Toiletten.

## Benachbarte Berghütten und Wanderrouten
Die Berghütte Maljowiza ist Ausgangspunkt für Wanderungen zum Gipfel Maljowiza über einen markierten Pfad. Dieser Pfad ist Teil des Europäischen Fernwanderweges E4. Unterhalb des Gipfels liegt der Maljowiza-Bergkamm (bulg. Мальовишко било), von dem aus Wege Richtung Rasdela (bulg. Раздела), zur Berghütte Iwan Wasow und in das Gebiet der Sieben Rila-Seen abgehen. Das Gebiet um den Maljowiza-Gipfel und die Hänge des Trogtals, durch das der Malowiza-Fluss fließt, sind lawinengefährdet, weshalb im Winter besondere Vorsicht geboten ist.
Eine asphaltierte Straße führt von der Stadt Samokow (27 km entfernt) über das Dorf Gowedarzi (13 km) bis zum Maljowiza-Komplex. Der weitere Weg zur Berghütte und zum Maljowiza-Gipfel ist nur über Fußpfade möglich. Nach Samokow über Gowedarzi besteht zweimal täglich eine Busverbindung. Die Entfernung nach Sofia beträgt 86 km.
- zum Hotel-Komplex Maljowiza – ca. 30 Minuten Fußmarsch
- zum Gipfel Maljowiza  – ca. 2,5 Stunden Fußmarsch (markierter Pfad)
- zur Berghütte Iwan Wasow  – ca. 6 Stunden Fußmarsch (markierter Pfad)
- zur Berghütte Metschit  – ca. 8 Stunden Fußmarsch (markierter Pfad)
- zum Rila-Kloster  – ca. 8 Stunden Fußmarsch (markierter Pfad)
- zur Berghütte Fischseen  – ca. 10 Stunden Fußmarsch (markierter Pfad)
- zur Berghütte Wada (über den Hotel-Komplex Maljowiza) – ca. 2,5 Stunden Fußmarsch (markierter Pfad)
- zum Gipfel Orlowez (bulg. вр. Орловец, 2686 m) – 2,5 Wegstunden
- zum Gipfel Slija Sab (bulg. вр. Злия зъб, 2678 m) – 2 Wegstunden
- zum Gipfel Lowniza (bulg. вр. Ловница, 2695 m) – 2 Wegstunden
- zum Gipfel Eleni (bulg. вр. Елени, 2654 m) – 2 Wegstunden
- zum Gipfel Orlowez (bulg. вр. Орловец, 2686 m) – 2,5 Wegstunden

## Kletterrouten
An den Wänden rund um die Berghütte Maljowiza sind über 300 Kletterrouten trassiert. Die Nordwestwand des Gipfels Maljowiza (Das Dreieck) ist gut von der Hütte sichtbar und eng mit Geschichte des Bergsteigens in Bulgarien verbunden, sie wurde erstmals 1938 von einer Seilschaft bestehend aus Konstantin Sawadschiew und Georgi Stoimenow bestiegen, davor waren viele, auch internationale Seilschaften an der Wand nicht erfolgreich. Die klassische Route konnte nach einem Biwak in der Wand eröffnet werden und markierte für die damalige Zeit mit einem Schwierigkeitsgrad von V+ nach der UIAA-Skala einen neuen Meilenstein in der Felskletterei für die bulgarischen Bergsteiger, es wurde zum ersten Mal ein Doppelseil, sowie über 120 Felshaken verwendet.
Neben dem Maljowiza-Gipfel gibt es in diesem Teil des Rilagebirges weitere hohe Gipfel. Außer den Kletterrouten am Maljowiza liegen in der Nähe weitere für Alpinisten interessante Felswände (Auswahl):
- Slija Sab (bulg. Злия зъб; wörtlich: Böser Zahn): hier ist eine der bekanntesten Kletterrouten Bulgariens – „Weschdite“ (bulg. Веждите), mit einer 200 m hohen Wand.[6]
- Dwuglaw (bulg. Двуглав; wörtlich: Zweiköpfiger), mit einer 350 m hohen Wand[7]
- Djawolski Igli (bulg. Дяволски игли; wörtlich: Teufelsnadeln), ein sehr schwieriges Klettergebiet, teilweise mit langen Überhängen, mit Kletterrouten mit einem Schwierigkeitsgrad  bis zu X- nach der UIAA-Skala.[8]
- Uschite (bulg. Ушите; wörtlich: die Ohren) mit interessanten Sportkletterrouten.[9]
- die Kletterwand Kuklata (bulg. Куклата; wörtlich: die Puppe), deren Hauptroute mit Bohrhaken versehen ist. Sie liegt gegenüber der Berghütte Maljowiza, 10 Minuten Fußweg entfernt[10].

Der Dwuglaw (2605 m) liegt südlich des Gipfels Slija sab, am Ende des Bergkamms, der sich zwischen der Teufelsrinne und der Blauen Rinne gebildet hat. Neben dem Dwuglaw liegt der Gipfel Iglata und der Bergkamm der Teufelsnadeln. Die Südwand des Dwuglaw ist ca. 450 m hoch, die Südostwand 250 m, die Ostwand („Schwarze Wand“) 250 m. Ausgangspunkt für die Klettertouren ist die Schutzhütte Orlowez oder die Partisanenwiese – beide 2,5 Wegstunden über schweres Alpinterrain (Wanderung der Schwierigkeit T5 oder T6 nach dem SAC-Wanderskala) entfernt.